# Teófilo Indiano
Teófilo Indiano (en griego: Θεόφιλος) (muerto en 364), también llamado "el etíope", fue un obispo aeciano o heterusiano que alternativamente tuvo el favor y la condena de la corte del emperador romano Constancio II. Se lo menciona en la enciclopedia Suda.
Oriundo de Socotra o de las islas Maldivas, en el océano Índico, de joven llegó a la corte de Constantino I y fue ordenado diácono bajo la autoridad del obispo arriano Eusebio de Nicomedia. Posteriormente fue desterrado porque Constancio lo creyó seguidor su primo rebelde, Galo. Célebre por su capacidad como curandero, Teófilo después fue vuelto a convocar a la corte para que curase a la emperatriz Eusebia, mujer de Constancio, lo cual se dice que hizo. Lo volvieron a desterrar por su apoyo al teólogo Aecio cuyo doctrina anomea era una rama del arrianismo.
Teófilo fue ordenado obispo y hacia 354 d. C., el emperador Constancio II lo envió en una misión al sur de Asia, donde se dice que convirtió a los himiaritas y construyó tres iglesias en suroeste de Arabia. También se dice hizo cristianos en India.
Hacia 356, el emperador Constancio II escribió a Ezana, del Reino de Axum, para pedirle reemplazar al entonces obispo de Axum, Frumencio, por Teófilo, que apoyaba la postura arriana, como el emperador. Esta petición finalmente fue desestimada.
Al regresar al imperio se radicó en Antioquia.
Uno de las iglesias fundadas por Teófilo había en Arabia durante el siglo IV se construyó en Zafar, Yemen, y probablemente fue destruida en 523 por el rey de Himiar Dhu Nuwas, que había cambiado la religión estatal de cristianismo a judaísmo. Más tarde en 525, la iglesia de Teófilo fue restaurada por el rey cristiano Kaleb de Axum luego de invadir Himiar.